# Borgarey
Borgarey is een klein eilandje in de Ísafjarðardjúp, een grote fjord in het noordwesten van IJsland. Op Borgarey komen vele vogelsoorten voor, maar het vangen daarvan en het verzamelen van eiderdons is alleen aan de eigenaar van Borgarey voorbehouden.
Andere eilandjes in de Ísafjarðardjúp zijn onder andere Æðey en Vigur.